# Polar Friendship Glacier
Polar Friendship Glacier är en glaciär i Antarktis. Den ligger i Sydshetlandsöarna. Argentina, Chile och Storbritannien gör anspråk på området. Polar Friendship Glacier ligger 175 meter över havet.
Terrängen runt Polar Friendship Glacier är kuperad åt nordost, men åt sydväst är den platt. Havet är nära Polar Friendship Glacier västerut. Trakten är glest befolkad. Närmaste befolkade plats är Macchu Picchu Station, 19,9 kilometer öster om Polar Friendship Glacier. 